# Ilyarachnidae
Ilyarachnidae är en familj av kräftdjur som beskrevs av Hansen 1916. Ilyarachnidae ingår i ordningen gråsuggor och tånglöss, klassen storkräftor, fylumet leddjur och riket djur.
Familjen innehåller bara släktet Ilyrarachna.